# 京極高本
京極 高本 （きょうごく たかもと、元禄7年（1694年） - 宝暦8年3月28日（1758年5月5日））は、江戸時代中期の高家旗本。京極高甫の長男。初名は高包。通称は寅助、四郎左衛門。官位は従四位下侍従・近江守。

## 生涯
正徳3年（1713年）3月15日、将軍徳川家継に御目見する。享保14年（1729年）8月3日、家督を相続する。寛保2年（1742年）10月15日、高家職に就任し、従五位下侍従・近江守に叙任する。後に従四位下に昇進する。寛延元年（1748年）12月10日、辞職する。宝暦8年（1758年）3月28日、死去、65歳。
正室はいない。3女がいた。婿養子の高常（牧野忠列の五男）は病気を理由に嫡子の地位を辞退し、孫の高厚が家督を相続した。